# Live at the Kerava Jazz Festival
Live at the Kerava Jazz Festival ist ein Jazzalbum des Henry Grimes Trio mit  David Murray und Hamid Drake. Die am 5. Juni 2004 beim Kerava Jazz Festival in Kerava, Finnland entstandenen Aufnahmen erschienen am 9. Februar 2005 auf Ayler Records. Dieses Album war das erste, das Grimes unter seinem Namen seit 1965 veröffentlichen konnte, als sein bislang einziges Album als Leader erschienen war, The Call (ESP-Disk).

## Hintergrund
Grimes wurde hier bei einer seiner ersten Aufnahmen seit Jahrzehnten aufgenommen, ein Jahr nach seiner Wiederkehr mit einem Gastspiel auf dem New Yorker Vision Fest 2003, als er mit William Parkers Jeanne Lee Project und Rob Brown’s Resonance spielte. 2004 trat der 70-jährige Grimes live in Finnland mit zwei Musikern der nächsten Generation auf, David Murray (Tenorsaxophon und Bassklarinette) und Hamid Drake am Schlagzeug, beide Jahrgang 1955. Von den gespielten Kompositionen stammen zwei von Grimes und jeweils eine von Drake und Murray, von letzterem sein bekannter Titel „Flowers for Albert“. Das Programm beginnt mit Grimes’ Komposition „Spin“, in dem er mit seinen Bass herumstreift, notierte Rex Butters, und Murray und Drake ihn schnell in einem einfachen, unstrukturierten Intro begleiten.  Murray spielt Bassklarinette in einem lockeren Duo mit Grimes in „Eighty Degrees“.  Nach Murrays „Flowers for Albert“  und den Ovationen des Publikums folgt die Zugabe, Grimes’ „Blues for Savannah“, ein Monk-isches Thema.

## Titelliste

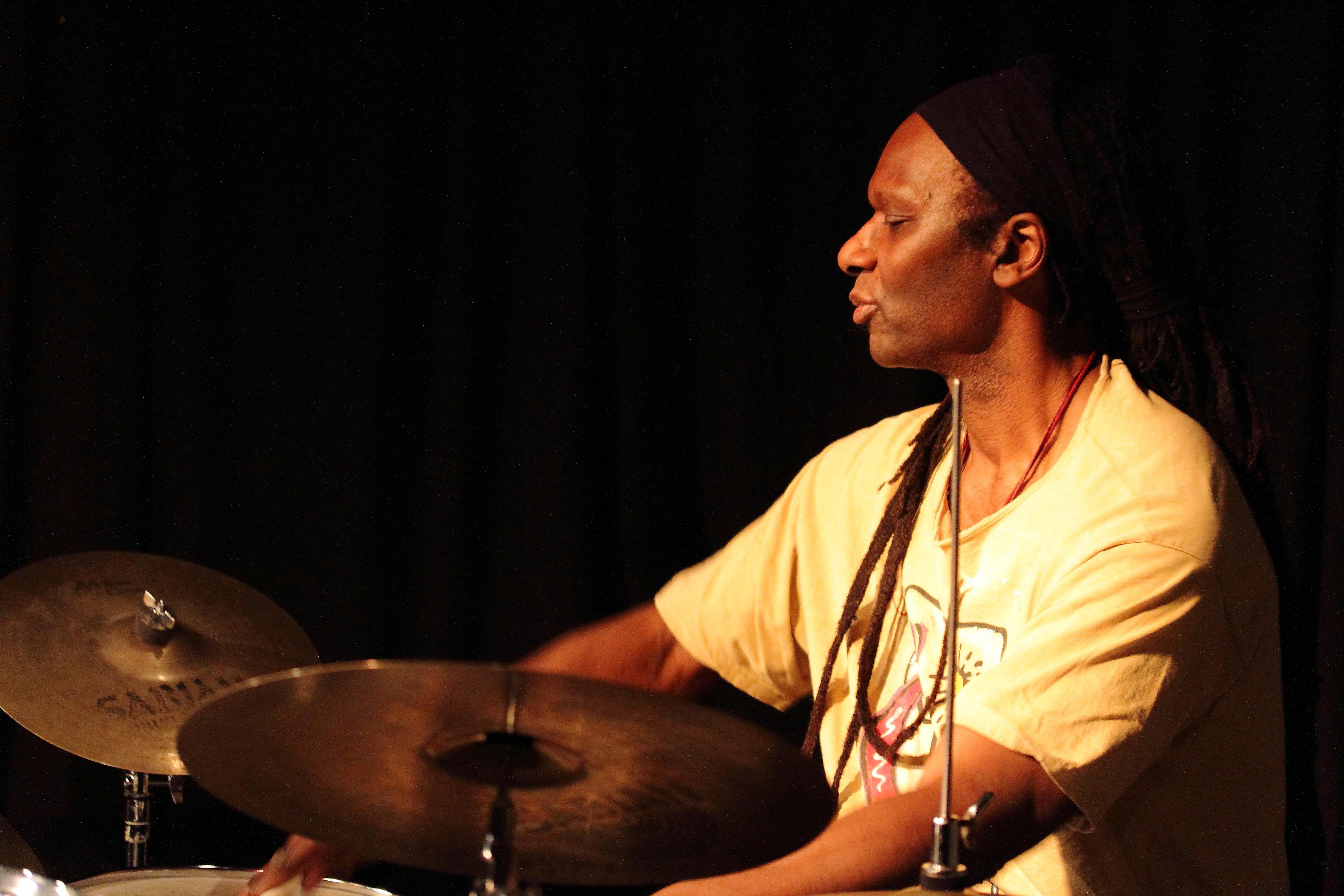
Hamid Drake 2015

- Henry Grimes Trio: Live at the Kerava Jazz Festival (Ayler Records aylCD-028)[4]

1. Spin (Henry Grimes) 22:21
2. Eighty Degrees (Hamid Drake) 25:49
3. Flowers for Albert (David Murray) 7:48
4. Blues for Savannah (Henry Grimes) 7:34

## Rezeption
Rex Butters schrieb in All About Jazz: Obwohl Murray und Drake eine Generation jünger sind, teilen sie mit Grimes einen Ansatz, der Virtuosität und technische Fähigkeiten beinhaltet, um einen aktiven Ansturm von Ideen zu erzeugen. Der Autor hebt insbesondere Grimes’ „interstellares Bass-Solo“ hervor, das direkt zu Murrays „Flowers for Albert“; das Stück verweist auf Grimes’ alten Chef Albert Ayler, schrieb Buters, „mit verspielten Melodiefragmenten, die für aylereske Melodien als Versatzstücke erscheinen.“ Der Autor widerspricht der Tendenz, die Leistung von Grimes zu unterschätzen, der dreißig Jahre lang ausgefallen sei, um schließlich mit der gleichen Kraft ausgeglichener zurückzukehren. „Für Fans, die den Mann nicht in Aktion sehen können, ist Live at the Kerava Jazz Festival der Beweis dafür, dass dieser Jazz-Orpheus ein größeres Licht aus der Unterwelt zurückgekehrt ist.“
Chris Kelsey, der das Album in JazzTimes rezensierte, äußerte Vorbehalte: „Selbst die skeptischsten unter uns müssten zugeben, dass das Wiederauftauchen des Bassisten Henry Grimes nach jahrzehntelanger Abwesenheit eine große Geschichte von menschlichem Interesse ist. Sicher, es ist ermutigend - sogar herzerwärmend -, aber lassen Sie es uns relativieren. In seiner Blütezeit Mitte der 1960er Jahre war Grimes weder LaFaro noch Mingus. Er war eher ein Sideman erster Wahl, ein vielseitiger Teamplayer, der sowohl drinnen als auch draußen [vom Free Jazz] geschickt war - damals wie heute ein wertvolles, aber nicht einzigartiges Gut. Ungefähr dreißig Jahre später ist er so ziemlich derselbe“. Lobend erwähnt der  Autor Grimes’ perkussiver Anschlag und rhythmischen Antrieb zusammen mit Drake, um David Murray auf einige erstaunliche Höhen zu heben. Nach Ansicht Kelseys agiere Hamid Drake wunderbar. Grimes’ Soli mögen unvollständig sein, resümiert der Autor, aber seine Rhythmusarbeit ist über jeden Zweifel erhaben. Ungeachtet des Hype um seine Rückkehr sei dies eine hervorragende Bilanz.
Ebenfalls in All About Jazz notierte Andrey Henkin: „Das Album ist eines dieser seltenen Ereignisse zwischen den Generationen, bei denen die Hörer eine direkte Linie durch den Jazz verfolgen können. Grimes’ Arbeit aus den 60ern beeinflusste zweifellos Murray und Drake, die Coltrane und Cyrille ihrer Generation. Das Trio zusammenkommen zu hören ist faszinierend, schon allein zu erleben, wie Grimes von denen inspiriert wird, die er selbst inspiriert hat.“